# Catherine Charlotte de Gramont
Catherine Charlotte de Gramont (1639 – 4 iunie 1678) a fost o nobilă franceză și, prin căsătoria cu Louis I, Prinț de Monaco a devenit Prințesă de Monaco. A fost metresa regelui Ludovic al XIV-lea al Franței.
1. ↑  IdRef, accesat în 12 mai 2020